# حب وجنون (فلم)
حب وجنون فيلم مصري تم إنتاجه عام 1948، من تأليف حلمي رفلة وبديع خيري وإخراج حلمي رفلة و بطولة تحية كاريوكا ومحمد فوزي.

## فريق العمل
إخراج: حلمي رفلة
تأليف:
- بديع خيري
- حلمي رفلة

إنتاج: أفلام محمد فوزي
طاقم العمل:
- تحية كاريوكا - "انهار "
- محمد فوزي - "محمد محسن"
- إسماعيل يس
- محمود شكوكو
- عبد السلام النابلسي
- زينات صدقي
- زكي إبراهيم
- حسن كامل
- جيهان
- حسن فايق

## روابط خارجية
- مقالات تستعمل روابط فنية بلا صلة مع ويكي بيانات